# Mercuriade
Mercuriade (... – XIV secolo) è stata una medica e chirurga italiana.

## Biografia
Vissuta nella Salerno del XIV secolo, fu autrice di numerose opere sulle crisi provocate dalla febbre; studiò gli unguenti e la guarigione delle ferite. Queste opere sono andate disperse, ma di loro si ricorda ancora il titolo: De crisibus, De febre pestilenti, De curatione vulnerum e De unguentis.
Si hanno poche notizie sulla sua vita. Frequentò la Scuola medica salernitana e viene spesso citata nel gruppo delle Mulieres Salernitanae. Oltre a Trotula de Ruggiero, fu una delle poche donne medico conosciute del Medioevo insieme ad Abella, Costanza Calenda, Rebecca Guarna.